# Кејт Малгру
Кетрин Кирнан Марија Малгру (енгл. Katherine Kiernan Maria Mulgrew; Дубјук, Ајова, САД, 29. април 1955) је америчка глумица, најпознатија по улогама Мери Рајан (енгл. Mary Ryan) у ТВ серији „Ryan's Hope“, Кетрин Џејнвеј у ТВ серији „Звездане стазе: Војаџер“ и Галине Резников у ТВ серији „Наранџаста је нова црна“.